# Cardinal inacessível
Em matemática, especialmente em teoria dos conjuntos, um número cardinal {\displaystyle \kappa ^{\,}} é denominado inacessível se {\displaystyle \kappa ^{\,}} é um cardinal regular, não enumerável e limite forte. Essa propriedade é chamada as vezes de fortemente inacessível e é considerada uma propriedade de grande cardinal.

## Definição formal
Um cardinal {\displaystyle \kappa ^{\,}} é inacessível se satisfaz as seguintes três propriedades:
1) {\displaystyle \kappa ^{\,}} não é enumerável:
{\displaystyle \kappa ^{\,}>\omega =\aleph _{0}}
onde {\displaystyle \omega =\aleph _{0}} é o cardinal do conjunto dos números naturais {\displaystyle \mathbb {N} }.
2) {\displaystyle \kappa ^{\,}} é regular:
{\displaystyle {\mbox{cf}}\left(\kappa ^{\,}\right)=\kappa }
onde {\displaystyle {\mbox{cf}}\left(\kappa ^{\,}\right)} é a cofinalidade de {\displaystyle \kappa ^{\,}}.
3) {\displaystyle \kappa ^{\,}} é limite forte:
{\displaystyle \forall \lambda <\kappa ^{\,}\left(2^{\lambda }<\kappa ^{\,}\right)}
Um  cardinal {\displaystyle \kappa ^{\,}} é fracamente inacessível ou inacessível no sentido fraco se satisfaz "1)" e "2)" acima, mas "3)" é substituída por:
3*) {\displaystyle \kappa ^{\,}} é cardinal limite:
{\displaystyle \forall \lambda <\kappa ^{\,}\left(\lambda ^{+}<\kappa ^{\,}\right)}
Na literatura mais antiga, o termo "inacessível" já foi usado para se referir aos cardinais fracamente inacessíveis, criando uma certa ambiguidade.
Em ZF mais a Hipótese Generalizada do Contínuum as propriedades "inacessível" e "fracamente inacessível" são equivalentes.

## Cardinais inacessíveis e modelos deZF
Em ZFC, se {\displaystyle V_{\alpha }} é a hierarquia cumulativa de von Neumann, então, se {\displaystyle \kappa ^{\,}} é inacessível, então {\displaystyle V_{\kappa }} é um modelo de ZFC. Em particular, se  {\displaystyle \kappa ^{\,}} é o primeiro inacessível, então {\displaystyle V_{\kappa }} é um modelo de ZFC + "não existem cardinais inacessíveis", demonstrando a consistência relativa enunciado "não existem cardinais inacessíveis",ou seja, a existência de cardinais inacessíveis não pode ser demonstrada em ZFC, se ZFC é consistente. Mas isso também implica que a consistência de ZFC + "existem cardinais inacessíveis" não pode ser demonstrada em ZFC, ao menos que ZFC seja inconsistente.
Com relação à cardinalidade do contínuo, se supormos a consistência de ZFC mais "existe um cardinal fracamente inacessível", então ZFC mais "{\displaystyle 2^{\omega }} é fracamente inacessível" também é consistente.

## Cardinais inacessíveis e teoria de números
Se denominarmos ZFCI à ZFC mais o enunciado "existe um cardinal inacessível", devido a que a consistência de ZFC pode ser demonstrada em ZFCI, essa última teoria demonstra mais enunciados de teoria de números, se ZFC é consistente:
a afirmação (mas não a negação) do axioma [sobre a existência de cardinais inacessíveis] implica novos teoremas sobre inteiros
A demonstração do Teorema de Fermat efetuada por Wiles usa como pressuposto a existência de Universos de Grothendieck:
Grothendieck dá uma prova do que os pesquisadores de teoria dos conjuntos já sabiam: a definição de um universo em ZFC é o mesmo que dizer U é o conjunto {\displaystyle \;V_{\alpha }\;} de todos os conjuntos tomando valores menores que {\displaystyle \;\alpha ^{\,}\;} para algum cardinal não enumerável fortemente inacessível {\displaystyle \;\alpha ^{\,}\;}.
Em outras palavras, a demonstração de Wiles é realizada numa teoria mais forte que ZFC, como quando acrescentamos a existência de um cardinal inacessível. Entretanto, Mc Larty expressa a esperança de que essas hipóteses possam ser eliminadas e que o Teorema de Fermat possa ser demonstrado num fragmento da Aritmética de Peano, mas não propõe nenhuma linha demonstrativa de fazer isso, só possíveis caminhos.